# Лайхтер, Иосиф
Иосиф Лайхтер (чеш. Josef Laichter; 9 января 1864, Добрушка, Богемия, Австрийская империя — 23 мая 1949, Прага) — чешский писатель

, литературный критик, юрист. Доктор юридических наук.
Брат издателя Яна Лайхтера. Изучал право в Пражском университете. С 1890 г. — доктор юридических наук. затем — государственный служащий, с 1927 г. работал начальником финансовой прокуратуры, с 1928 г. — правительственный советник в отставке.
Последовательный моралист, мемуарист. Автор ряда популярных романов «Sychrova éra» (1892), «Za pravdou» (1898) и др. Как литературный критик, отстаивал чешских реалистов в изданиях «Čas» (Время) и «Naše doba» (Наше время).